# Сеґнови
Сеґнови (пол. Segnowy, нім. Seegenau) — село в Польщі, у гміні Ілава Ілавського повіту Вармінсько-Мазурського воєводства.
Населення — 177 осіб (2011).
У 1975-1998 роках село належало до Ольштинського воєводства.

## Демографія
Демографічна структура станом на 31 березня 2011 року:
|          | Загалом | Допрацездатний вік | Працездатний вік | Постпрацездатний вік |
| -------- | ------- | ------------------ | ---------------- | -------------------- |
| Чоловіки | 98      | 28                 | 65               | 5                    |
| Жінки    | 79      | 23                 | 50               | 6                    |
| Разом    | 177     | 51                 | 115              | 11                   |